# Камерунски червен колобус
Камерунският червен колобус (Procolobus preussi) е вид бозайник от семейство Коткоподобни маймуни (Cercopithecidae). Видът е критично застрашен от изчезване.

## Разпространение
Разпространен е в Камерун и Нигерия.